# Helmut Tervooren
Helmut Tervooren (* 7. Januar 1935 in Issum; † 29. Juni 2023) war ein deutscher Germanist und Mediävist.

## Leben und Werk
Helmut Tervooren begann seine akademische Laufbahn an der Rheinischen Friedrich-Wilhelms-Universität Bonn. Er erhielt eine Professur an der Universität-Gesamthochschule Duisburg. Als Herausgeber, Autor, Bearbeiter und Mitarbeiter wirkte er an literaturwissenschaftlichen und interdisziplinär ausgerichteten Projekten mit. Seine Forschungsgebiete sind die deutsche Literatur des Mittelalters von den Anfängen bis 1500, die Geschichte der deutschen Sprache, die Lyrik des Mittelalters sowie Kodikologie, Textkritik und Metrik, insbesondere aber die Sprach- und Literaturgeschichte des Niederrheins. Er war Mitherausgeber der Zeitschrift für deutsche Philologie und Gründungsmitglied des Institut für niederrheinische Kulturgeschichte und Regionalentwicklung (InKuR) der Universität Duisburg-Essen. Zuletzt lebte er in Meckenheim bei Bonn.

## Schriften (Auswahl)
- als Herausgeber mit Johannes Spicker: Die Begegnung der drei Lebenden und der drei Toten. Eine Edition nach der maasländischen und ripuarischen Überlieferung (= Texte des späten Mittelalters und der frühen Neuzeit. 47). Schmidt, Berlin 2011, ISBN 978-3-503-12205-9.
- Van der Masen tot op den Rijn. Ein Handbuch zur Geschichte der mittelalterlichen volkssprachlichen Literatur im Raum von Rhein und Maas (= Veröffentlichungen des Historischen Vereins für Geldern und Umgegend. 105). Verlag des Historischen Vereins für Geldern und Umgebung, Geldern 2005, ISBN 3-921760-41-0 (Auch: Schmidt, Berlin 2006, ISBN 3-503-07958-0).
- als Herausgeber mit Jens Haustein: Regionale Literaturgeschichtsschreibung. Aufgaben, Analysen und Perspektiven (= Zeitschrift für deutsche Philologie. Sonderh.). Schmidt, Berlin 2003, ISBN 3-503-06197-5.
- Schoeniu wort mit süezeme sange. Philologische Schriften (= Philologische Studien und Quellen. 159). Schmidt, Berlin 2000, ISBN 3-503-04953-3.
- Sangspruchdichtung (= Sammlung Metzler. Bd. 293). Metzler, Stuttgart u. a. 1995, ISBN 3-476-10293-9 (2., durchgesehene Auflage. ebenda 2001, ISBN 3-476-12293-X).
- als Herausgeber: Gedichte und Interpretationen. Mittelalter (= Reclams Universal-Bibliothek. Nr. 8864). Reclam, Stuttgart 1993, ISBN 3-15-008864-X.
- Reinmar-Studien. Ein Kommentar zu den „unechten“ Liedern Reinmars des Alten Hirzel, Stuttgart 1991, ISBN 3-7776-0480-1.
- Minimalmetrik. Zur Arbeit mit mittelhochdeutschen Texten (= Göppinger Arbeiten zur Germanistik. 285). Kümmerle, Göppingen 1979, ISBN 3-87452-460-4.
- als Herausgeber: Heinrich von Morungen: Lieder (= Reclams Universal-Bibliothek. Nr. 9797). Reclam, Stuttgart 1975, ISBN 3-15-009797-5 (Mehrere Ausgaben).
- als Herausgeber mit Ulrich Müller: Die Jenaer Liederhandschrift (= Litterae. Göppinger Beiträge zur Textgeschichte. 10). Mit einem Anhang: Die Basler und Wolfenbüttler Fragmente. In Abbildung herausgegeben. Kümmerle, Göppingen 1972, ISBN 3-87452-139-7.
- Bibliographie zum Minnesang und zu den Dichtern aus „Des Minnesangs Frühling“ (= Bibliographien zur deutschen Literatur des Mittelalters. 3, ISSN 0523-2767). Schmidt, Berlin 1969.
- Einzelstrophe oder Strophenbindung? Untersuchungen zur Lyrik der Jenaer Handschrift. Bonn 1966, (Bonn, Universität, Dissertation, vom 27. Juli 1966).